# Телемське абатство

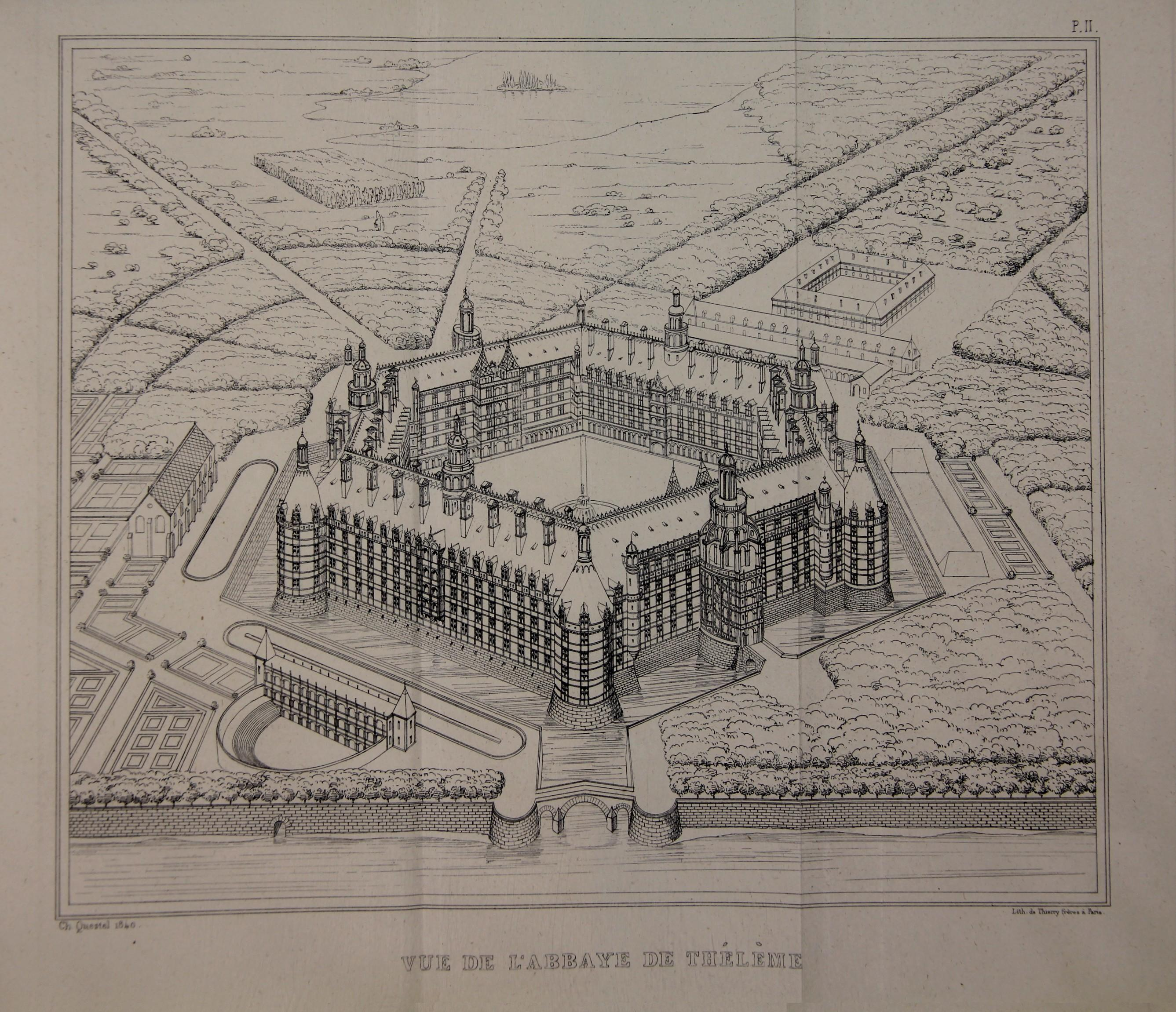
Телемське абатство як замок доби відродження за малюнком Чарльза Ленормана, 1840 р.

Телемське абатство — утопічна ідея, вперше оприлюднена в першій книзі письменника і ченця Франсуа Рабле  «Гаргантюа і Пантагрюель».

## Виникнення ідеї в книзі
За сюжетом книги після перемоги над королем Пикрохолом велетень Гаргантюа та його батько король Грангузьє традиційно роздають винагороди власним прихильникам і воякам. Несподівано один з них, Жан Вибийзуб (Jean des Entommeures) відмовився від дарунку абатства.  Він бажав побудувати власне, нечуване ще — Телемське абатство. Король Грангузьє погодився, відводить під абатство земельну ділянку і надає ренту на його утримання.

## Опис нечуваного Телемського абатства

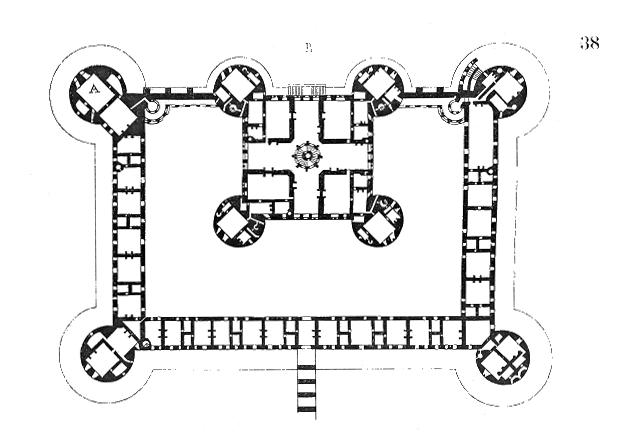
План замку Шамбор

З описом Телемського абатства читачі зустрічаються в розділах з LII по LVII в першій книзі. Телемське абатство за думкою Рабле було абсолютною протилежністю до поширених тоді католицьких монастирів - не мало фортечних мурів, жодного обмежуючого статуту тощо. Але споруди були. За описом Рабле абатство мало «дев'ять тисяч триста тридцать дві житлові кімнати, кожна з яких мала власні  кабінет, гардероб, туалет і капличку». Комплекс самого абатства був укомплектований книгозбірнями та галереєю з фресками, а також мав арену, іподром, театр, басейн, лазні, парк та звіринець, сад з плодовими деревами та манежі... 
Тому абатство почали уявляти на кшталт замку доби французького відродження - замку Боніве або Шамбор і таке абатство вже не мало нічого спільного із середньовічним монастирем. Відсутність статуту не передбачала однак, сваволі. Мешканці нечуваного абатства керуються у власному житті в абатстві божою волею і видкидають волю диявола.  Всі мешканці добре виховані, освічені, доброзичливі. Звідси такий комплекс споруд як іподром, театр, басейн, лазні, парк та звіринець, сад з плодовими деревами і манежі, не потрібні пересічним ченцям і не характені для католицького монастиря.
Найдивнішим було прийняття в абатство чоловіків і жінок разом, котрі «відрізнялись красою, пристрастю і чемністю». Замість суворих і обмежуючих обітниць та збереження цнотливості наголошувалась заборона жінкам уникати зв'язків з чоловіками. Оголошувалось, «що кожен може шлюбитися за законом, бути забезпеченим, користуватись повною свободою». Єдиним принципом абатства був закон — «Роби, що бажаєш». Але тільки вихована і добре освічена людина зі здоровим глуздом здатна робити, що бажає в межах затвердженої волі Верховного Бога. 
Залишалось незрозумілим, хто захищав цей рай за відсутності фортечних мурів і хто обробляв землю, відслідковував і підтримував законність, запасав харчі і виконував всі роботи з утримання величезного закладу. Бо це заклад обмеженої кількості аристократів... 
Утопічність робила опис Телемського абатства — пародійним. Використані звичні назви «абатство»,«ченці », але їхній зміст перекручений і наповнений відверто нехристиянським, гуманістичним змістом. Це була солодка мрія і абсурд водночас при збереженні привабливості ідеї.